# محطة قطار ميونخ
محطة قطار ميونيخ أو محطة ميونيخ المركزية هي محطة السكك الحديدية الرئيسية في مدينة ميونيخ ، ألمانيا. وهي واحدة من ثلاث محطات ذات خدمات بعيدة المدى في ميونيخ، والمحطات الأخرى هي محطة ميونيخ الشرقية ( ميونخين أوست ) ومحطة ميونيخ باسينغ. تستقبل محطة قطار ميونيخ حوالي 450 ألف مسافر يوميًا، مما يجعلها على قدم المساواة مع المحطات الكبيرة الأخرى في ألمانيا، مثل هامبورغ وفرانكفورت . تم تصنيفها من قِبل شركة دويتشه بان كمحطة من الفئة 1 ، واحدة من 21 محطة في ألمانيا واثنتين في ميونيخ، والأخرى هي ميونيخ الشرقية. المحطة الرئيسية هي محطة طرفية بها 32 رصيفًا. محطات ميونيخ إس-بان تحت الأرض ذات الرصيفين ومحطات يو بان ذات الـ 6 أرصفة هي محطات مُباشرة.
تم بناء أول محطة في ميونيخ على بعد حوالي ٨٠٠ متر إلى الغرب في عام 1839م. تم افتتاح محطة في الموقع الحالي في عام 1849 وتم إعادة بنائها عدة مرات، بما في ذلك استبدال مبنى المحطة الرئيسي، الذي تعرض لأضرار بالغة خلال الحرب العالمية الثانية.

## موقع
تقع المحطة بالقرب من مركز مدينة ميونيخ في شمال منطقة لودفيجفورشتات-إيزارفورشتات. المدخل الرئيسي إلى الشرق من المحطة هو عبر Prielmayerstraße أو Bayerstraße إلى Karlsplatz (Stachus). في ساحة المحطة ( Bahnhofsplatz) أمام المدخل الرئيسي توجد محطات ترام لعدة خطوط. 

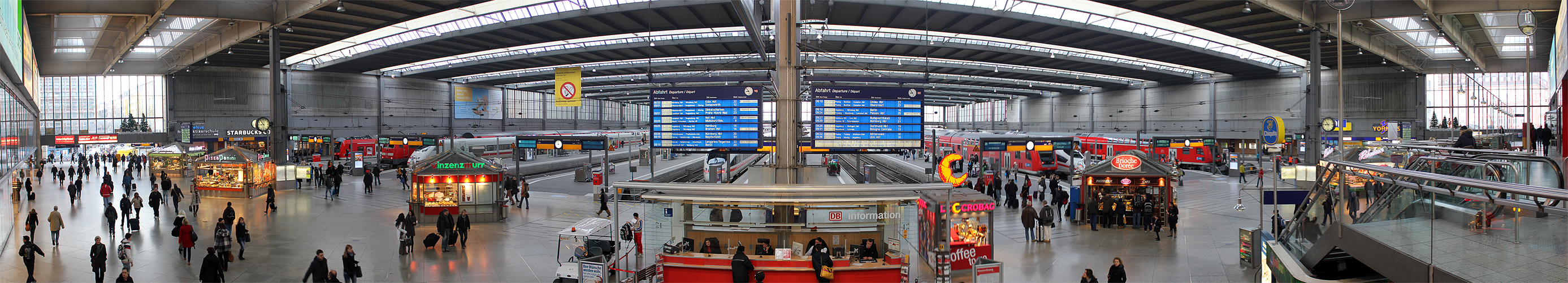
منظر بانورامي للقاعة الرئيسية مع مكتب معلومات دويتشه بان (في الوسط) وشاشات العرض الرقمية في الخلفية (2013م).

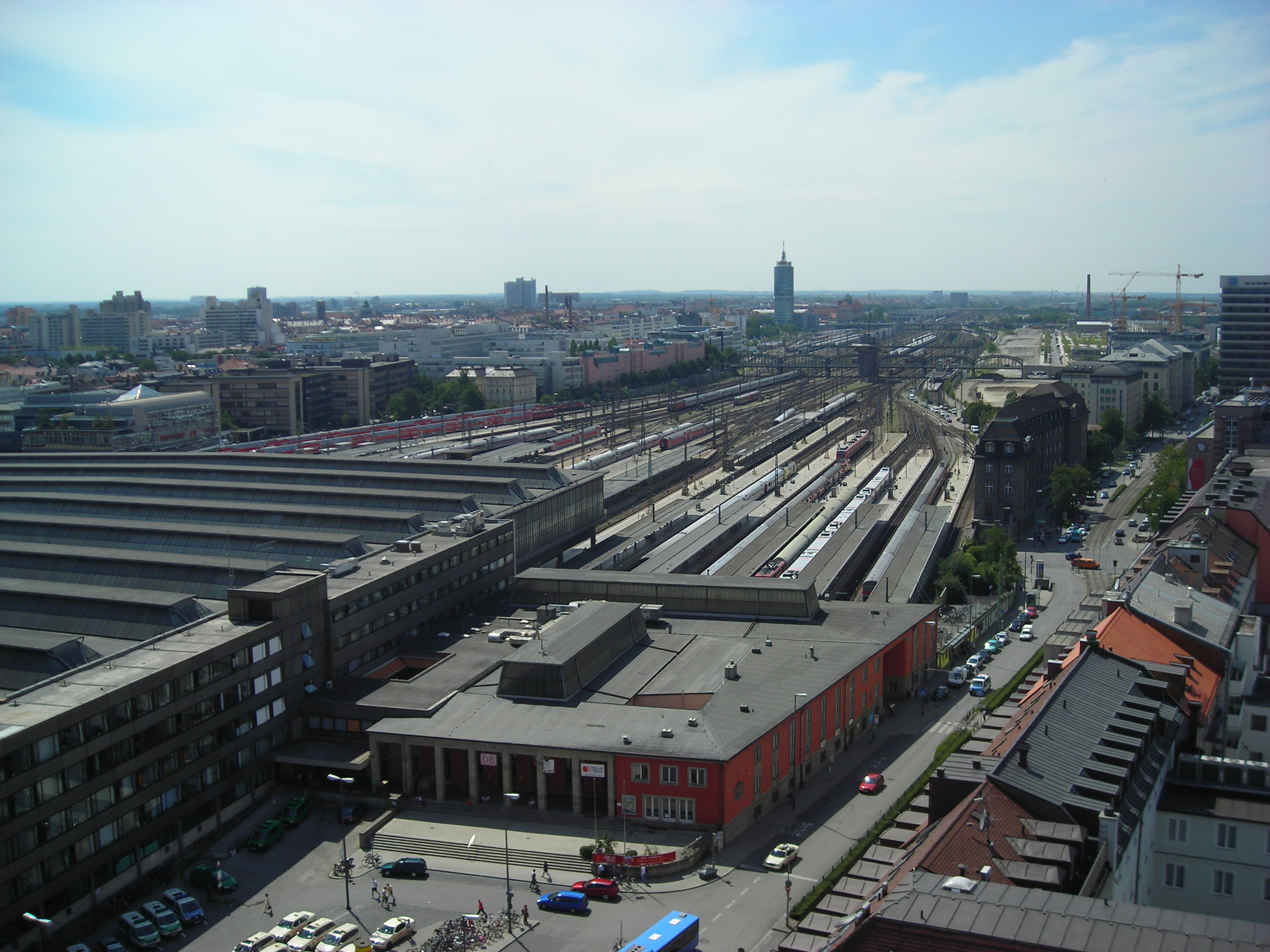

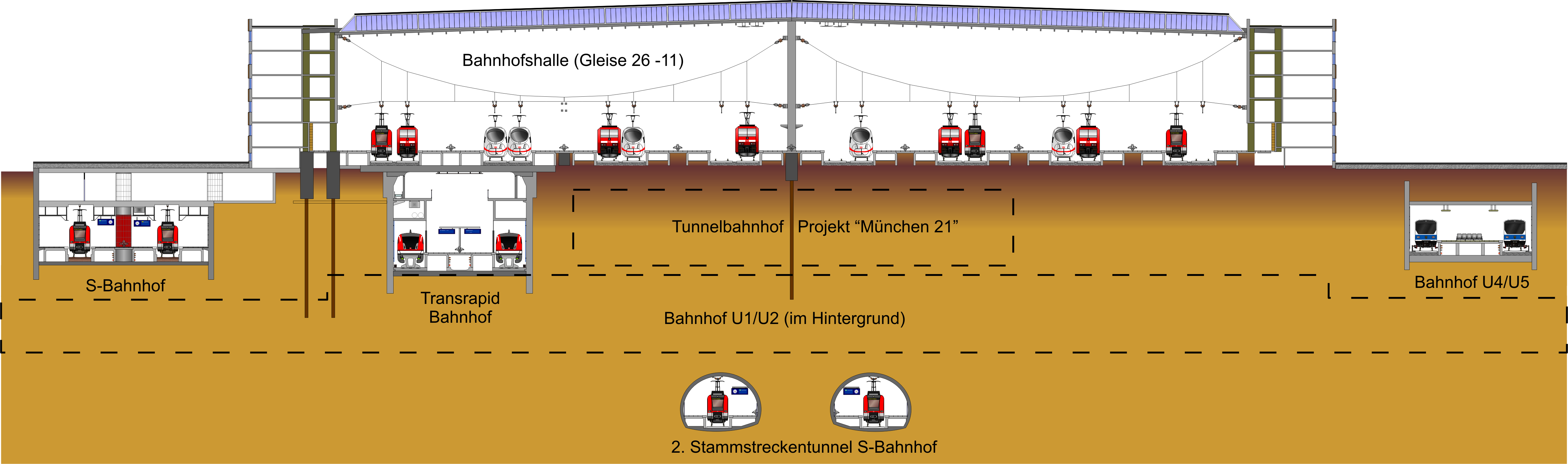
المحطة في مقطع عرضي، بما في ذلك مقترحات التوسع المخطط لها والتي تم التخلي عنها إلى حد كبير الآن.